# Джулія Ворд Гау
Джулія Ворд Гау, до шлюбу Кроуфорд (27 травня 1819 — 17 жовтня 1910) — американська письменниця і поетеса, аболіціоністка і феміністка, філософ.

## Життєпис
Джулія Ворд Гау народилася 27 травня 1819 року в місті Нью-Йорку в сім'ї біржового брокера. Її брат Томас Кроуфорд став скульптором. Здобула гарну освіту — спочатку в домашніх вчителів, з 16-річного віку в жіночій гімназії.
В 1843 році одружилася з лікарем і громадським діячем Семюелом Гау (пом. в 1876). Народила сина Генрі Маріона Гау. Тітка письменника Френсіса Маріона Кроуфорда.
У 1854 році опублікувала свою першу поетичну збірку «Passion Flowers», в 1856 році — другу «Words for the Hour». Пізніше присвятила себе переважно філософським дослідженням, написала численні есе богословського і метафізичного змісту. У 1866 році вийшла її збірка «Later Lyrics», куди увійшов також її найзнаменитіший твір — «Бойовий гімн Республіки», релігійна пісня часів Громадянської війни в США.
Перу Джулії Ворд Гоу належать також численні статті на тему жіночої рівноправності, реформи пенітенціарної системи, драми, дорожні нариси. Окремо були видані її праці Sex and Education (1874), Modern Society (1881), Life of Margaret Fuller (1883).
У 1869 році Джулія Ворд Гау та інші консервативно налаштовані феміністки заснували Американську жіночу суфражистську асоціацію, що суперничає із загальнонаціональною організацією, засновницями якої були Сьюзен Ентоні та Елізабет Кеді Стентон.
Джулія Ворд Гау померла 17 жовтня 1910 року в рідному місті на 92-му році життя.

## Вибрані літературні праці

### Поезія
- Passion-Flowers (1854)
- Words for the Hour (1857)
- From Sunset Ridge: Poems Old and New (1898)[5]
- Later Lyrics (1866)
- At Sunset (опубліковано посмертно, 1910)[5]

### Інші праці
- The Hermaphrodite. Незавершений, але, ймовірно, укладений між 1846 і 1847 роками. Опубліковано видавництвом University of Nebraska Press, 2004
- From the Oak to the Olive (подорожній текст, 1868)[6]
- Modern Society (есе, 1881)[5]
- Margaret Fuller (Marchesa Ossoli) (життєпис, 1883)[5]
- Woman's work in America (1891)
- Is Polite Society Polite? (есе, 1895)[5]
- Reminiscences: 1819—1899[7] (автобіографія, 1899)[5]

## Нагороди та відзнаки
- 28 січня 1908 року, у 88-річному віці Гау стала першою жінкою, обраною до Американської академії мистецтв та літератури.
- 1970 року включена до Зали слави піснярів[8].
- У 1998 році введена до Національної зали слави жінок[9].